# 新古典派総合
新古典派総合、または新古典派-ケインズ派総合は、第二次世界大戦後の経済学における学術運動であり、ケインズ経済学思想を新古典派経済学に吸収することに取り組んだものである。 その結果として得られるマクロ経済学とモデルは、ネオ・ケインジアン経済学と呼ばれる。主流派経済学は、1970年代までは主に新古典派総合によって支配され、マクロ経済学では主にケインズ派であり、ミクロ経済学では新古典派経済学であった。 
ネオ・ケインジアンの経済理論の多くは、ジョン・ヒックスとモーリス・アレによって開発され、数理経済学者のポール・サミュエルソンによって普及した。このプロセスは、1937年の記事でヒックスによって最初に提示されたIS-LM分析（投資・貯蓄ー流動性選好・貨幣供給）を使用したケインズの「雇用・利子および貨幣の一般理論」の発表直後に始まった。 それは、市場の需要と供給モデルをケインズ理論に適応させ続けた。これは、意思決定を形成する上で広範な役割を果たすものとして、インセンティブ (経済学)とコストを表しています。これの直接の例は、個々の需要の消費者行動分析であり、価格（コストとして）と収入が需要量にどのように影響するかを分離する。
「新古典派総合」という用語を作り出したのは ポール・サミュエルソン  のようであり、彼の技術的および学術的執筆を通じて、また彼の影響力のある教科書である経済学を通じて、結果として得られた作品の普及を助けた。  